# 纳斯卡线条
14°43′00″S 75°08′00″W / 14.71667°S 75.13333°W
納斯卡線（西班牙語：/ˈnæzkɑː/ ）是一組位於秘魯南部塞丘拉沙漠上，在納斯卡鎮與帕爾帕市之間的巨大地面圖形，它們是在公元前500年至公元500 年之間，由納斯卡文明在沙漠地面上製造凹陷或淺切口、並去除鵝卵石留下不同顏色的泥土而創造的。納斯卡線有兩個主要階段，從公元前400年到公元前200年完成的帕拉卡斯階段 ，以從公元前200 年到公元500年的納斯卡階段。
納斯卡線在1939年由美國考古學家保羅·柯索發現。虽然有些地方的人体石刻是以帕拉卡作为主题。但實則有數以百計的個別圖形，出自簡單的綫條，以複雜排列構成魚類、螺旋形、藻類、兀鷲、蜘蛛、花、鬣蜥、鷺、手、樹木、蜂鳥、猴子、貓等。學者們對這些設計的目的有不同的解釋，但總言來說它們被認為具有宗教意義。 並於1994年被指定為聯合國教科文組織世界遺產。
納斯卡線各個圖形設計的寬度約在400到1100公尺間。所有線路的總長度超過1,300公里（800英里），佔地面積約50公里（19平方英里）。納斯卡線通常約10到15厘米深。是通過去除表層紅棕色氧化鐵塗層的鵝卵石，並露出黃灰色底土製成的。由於地處偏遠，加上當地高原較為乾燥穩定的氣候，使得納斯卡線大多被自然保存下來。然而近年則面臨著遭到大量擅自闖入者破壞的擔憂。

## 製作過程
納斯卡線的製作方法，依據未完成的遺址推測，首先，圖形是以大石頭來標示，並移除深色石塊的表層來界定邊界；接著，移除圖形內部的石頭，並匯集成堆；最後，這些石頭沿著邊界擺放，使圖形的邊緣較為突出。
至於螺旋形圖案的形成，依照考古學家的推測，首先，在圓心的木桿上，纏繞一根繩子，繩子另一端綁上一個棍子，以此方式設計圓形圖案；接著，繩子逐漸向外伸展，設計出愈來愈大的螺旋形圖案；最後，清除每圈螺旋邊緣的石塊，露出顏色較淺的地面，以使螺旋圖案更明顯。

## 意義或用途
除了從高處視角以外，納斯卡綫條無法被辨識出為何種圖形。自假設納斯卡人難以取得有利位置觀看他們的作品以來，已經有許多關於建造者能力和行動方式的推測，主流學界推估這些圖案可能在安地斯山的祈雨儀式中，扮演重要的角色。

## 世界遺產
纳斯卡巨画在1994年被联合国教科文组织列入世界遗产，登录名称为「纳斯卡和朱马纳草原的线条图」。
该世界遗产被认为满足世界遺產登錄基準中的以下基準而予以登錄：
- （i）表现人类创造力的经典之作。
- （iii）呈现有关现存或者已经消失的文化传统、文明的独特或稀有之证据。
- （iv）关于呈现人类历史重要阶段的建筑类型，或者建筑及技术的组合，或者景观上的卓越典范。

## 破壞事件
2014年12月，綠色和平組織的人員利用聯合國氣候變遷會議在秘魯首都利馬召開期間，在未經許可的情形下，進入納斯卡線保護區以黃色布條拼出（該是做改變的時候：未來可再生。）字樣，引起非議。秘魯政府指其留下的腳印破壞了地貌。
2018年1月27日，40岁的卡车司机比戈（Jainer Jesús Flores Vigo）无视当地禁止通行标语，直接朝“纳斯卡地画”开过去，在遗迹内长100米、宽50米的范围留下轮胎印，随后比戈遭到当地警方逮捕。

## 2024 年 AI 輔助發現
在2024年，日本山形大學納斯卡研究所的一個考古學家團隊與IBM研究院合作，使用人工智慧（AI）在秘魯納斯卡線附近發現了303個以前未知的地畫，這些地畫描繪了鸚鵡、貓、猴子、虎鯨，甚至還有被斬首的頭顱。

## 圖片

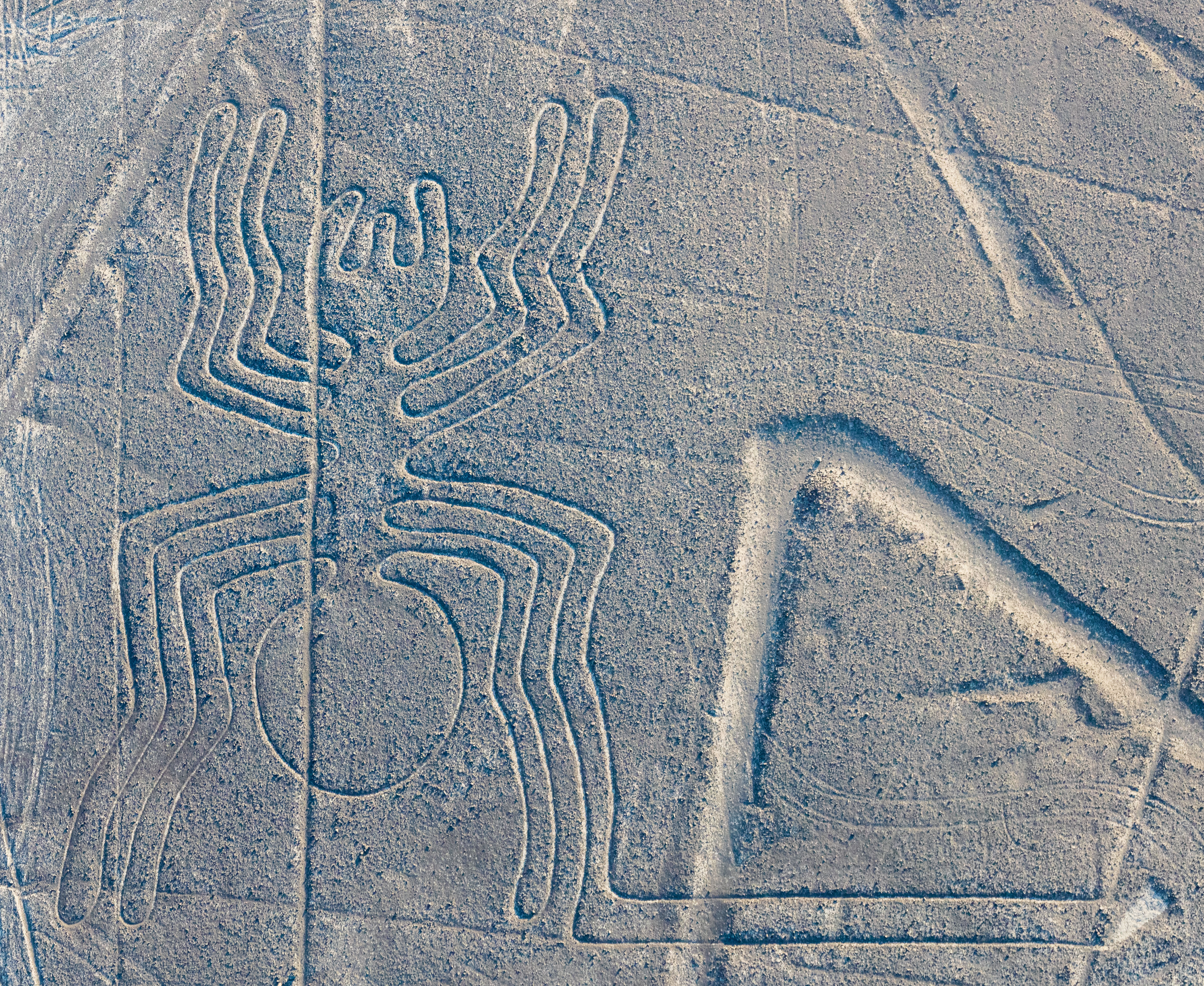
蜘蛛
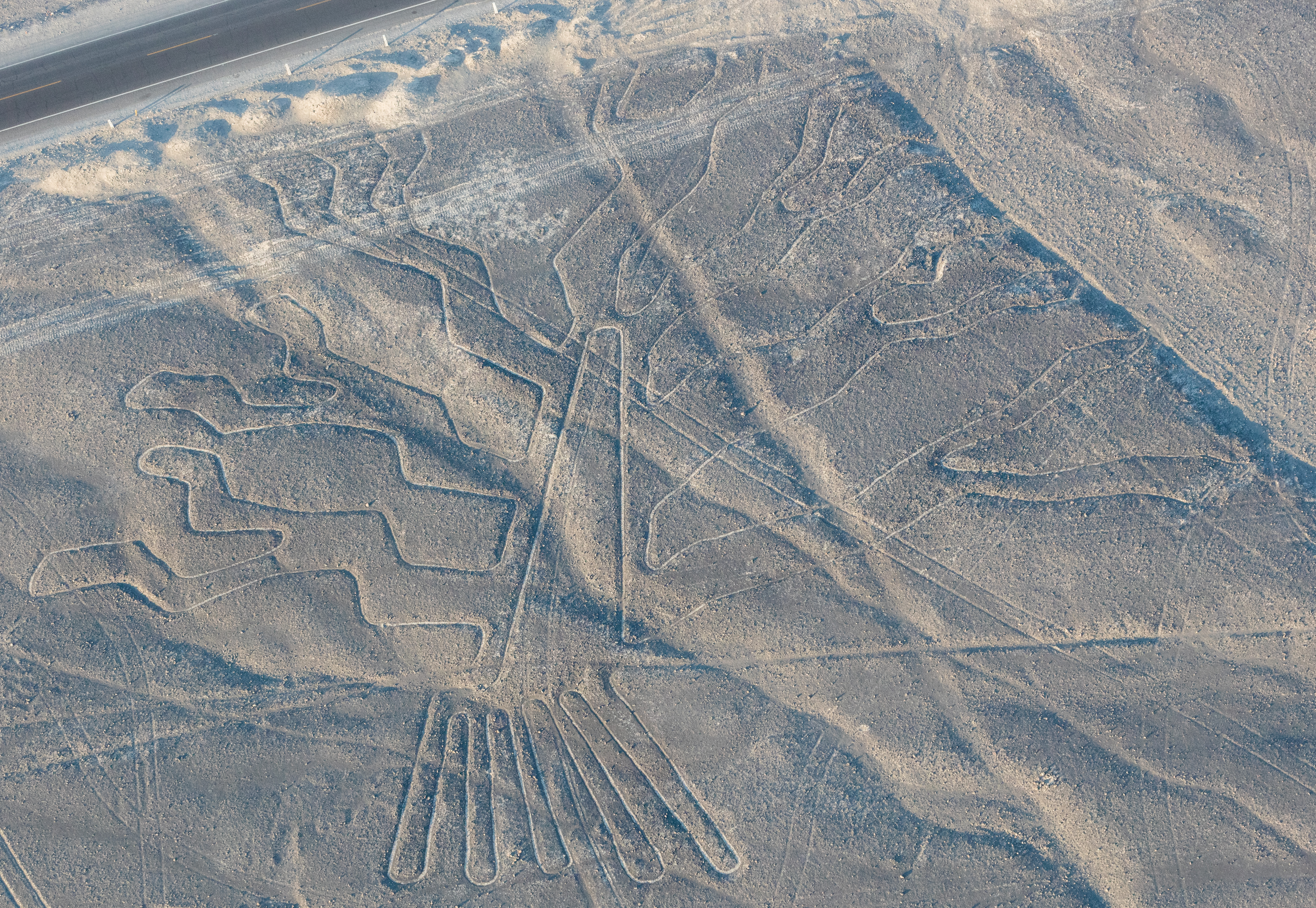
樹
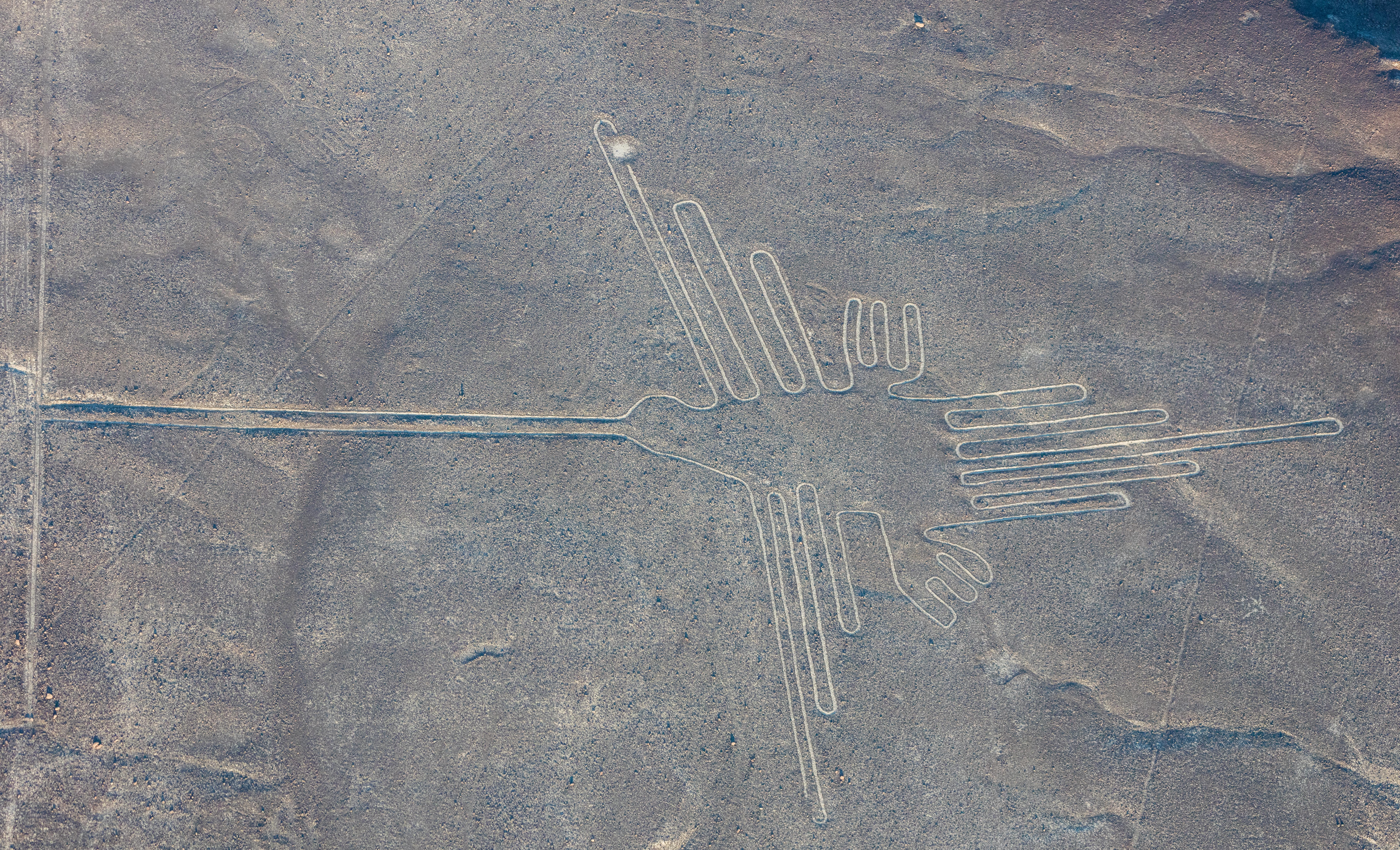
蜂鳥
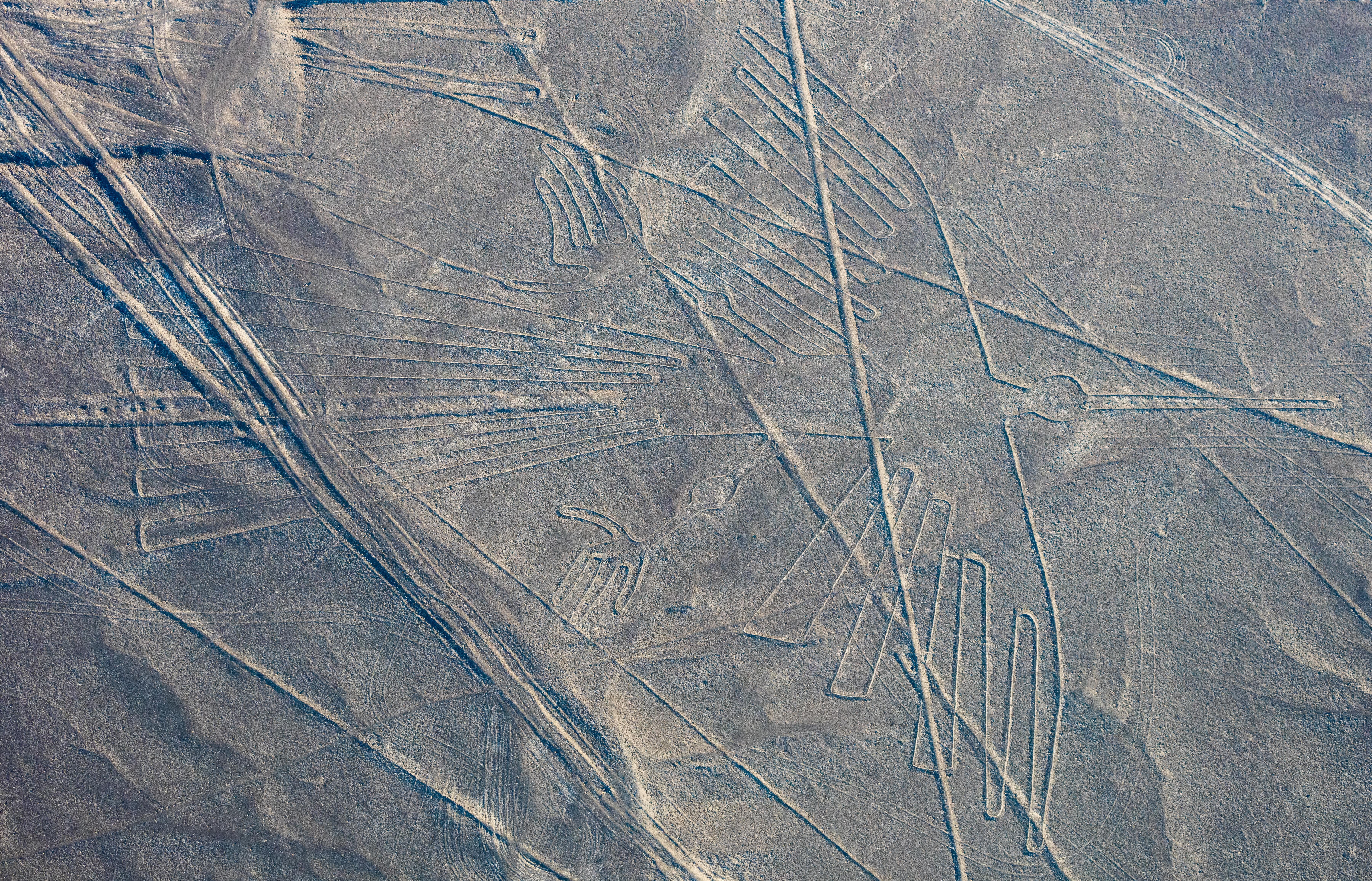
禿鷹
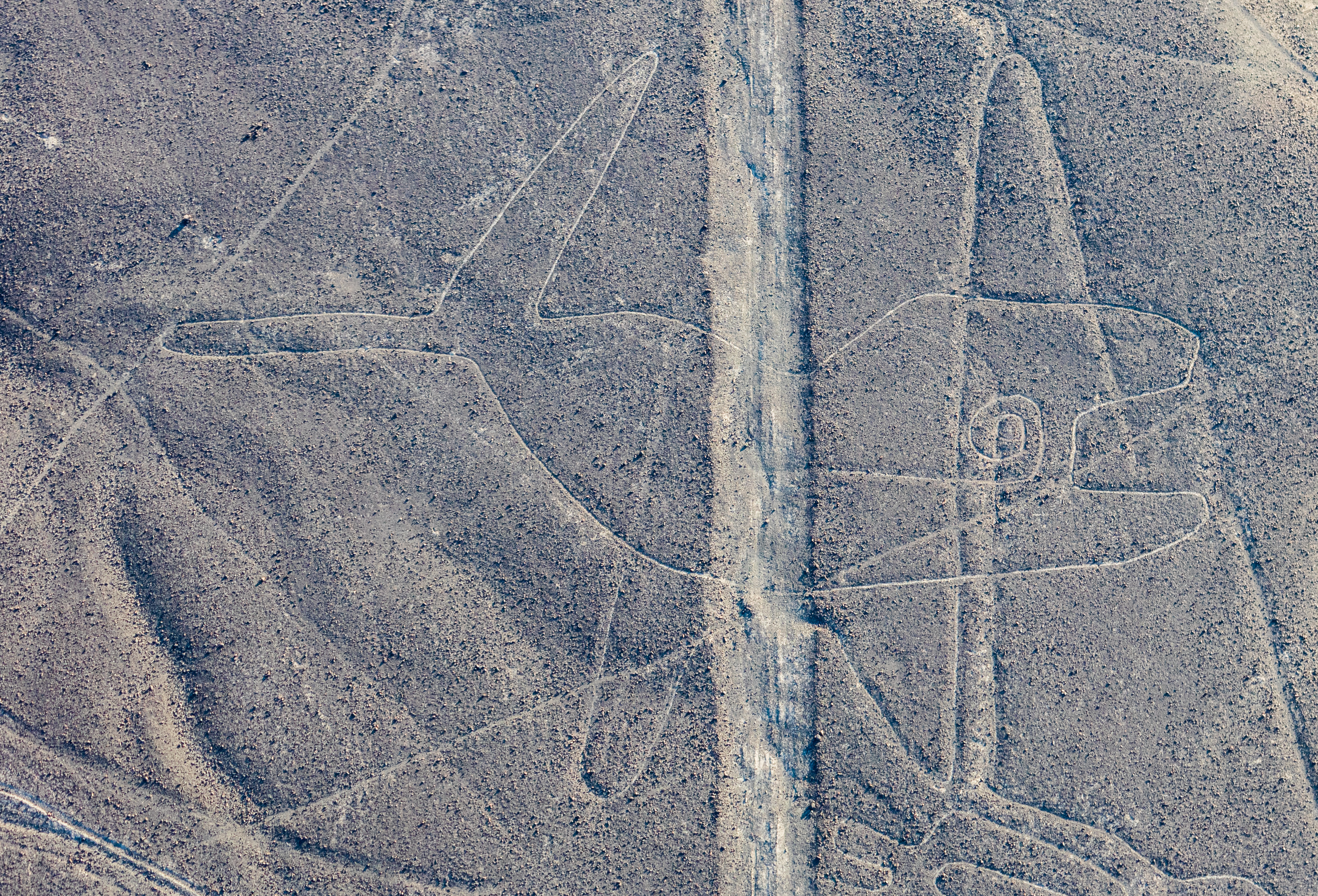
鯨魚
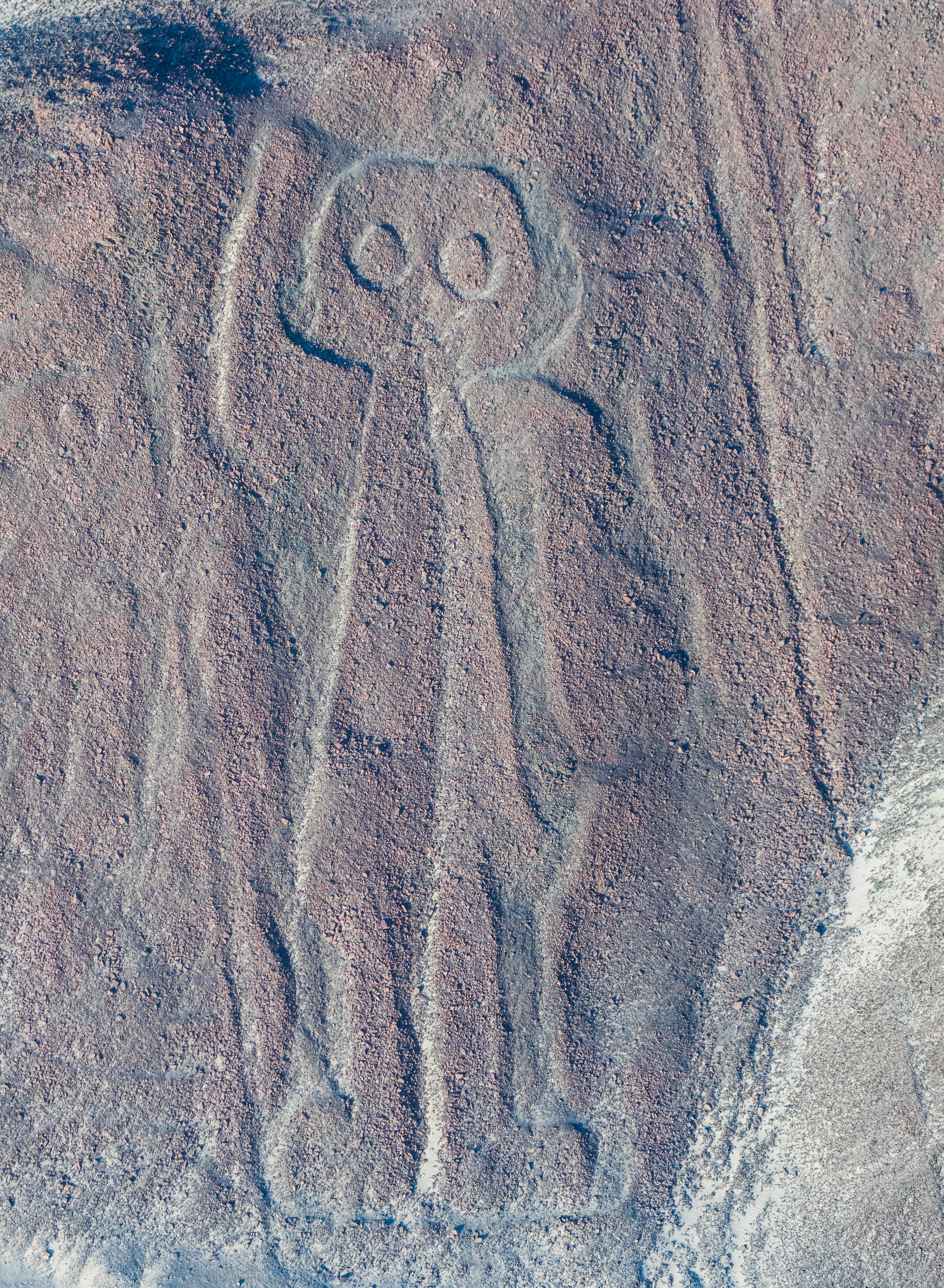
巨人
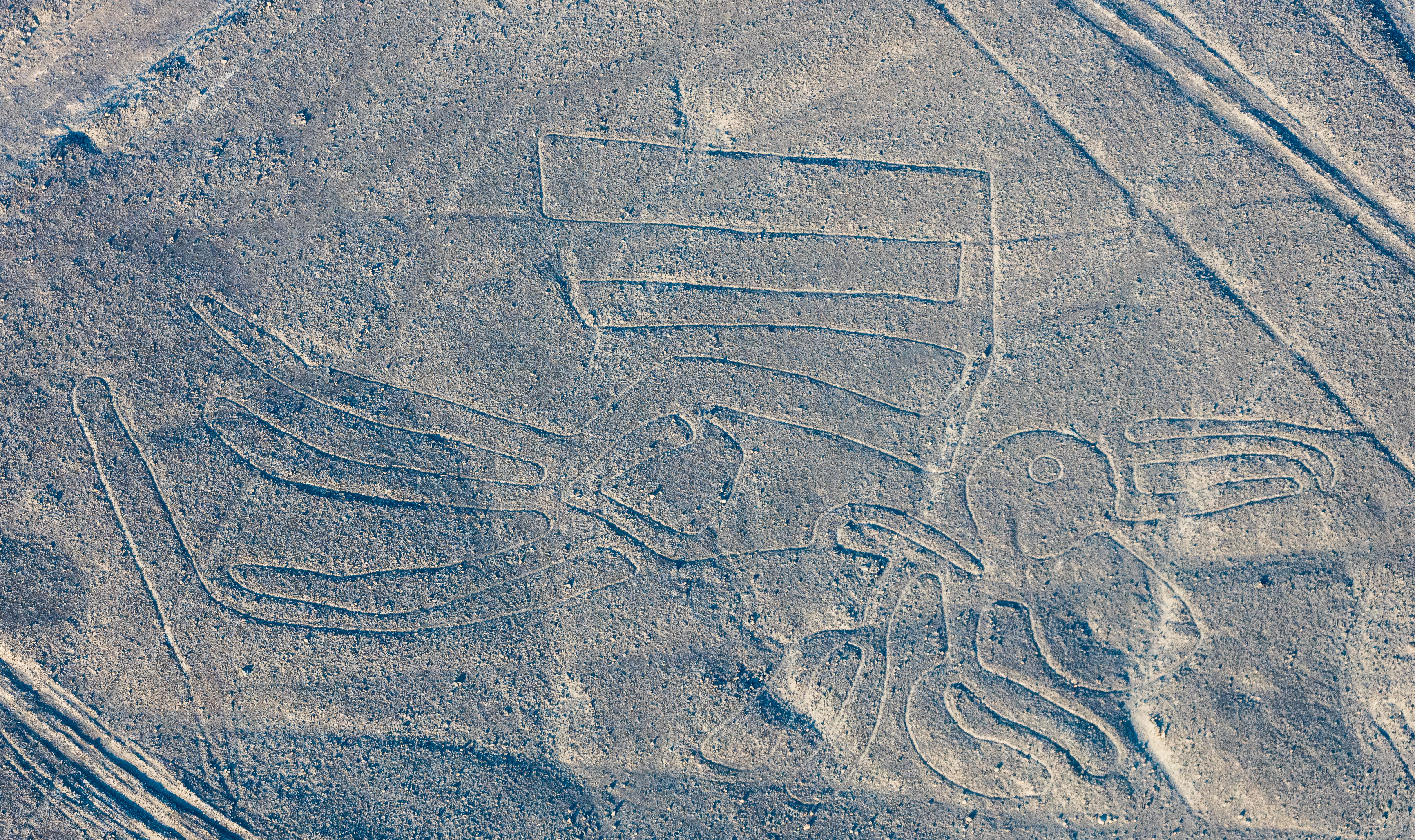
鵜鶘
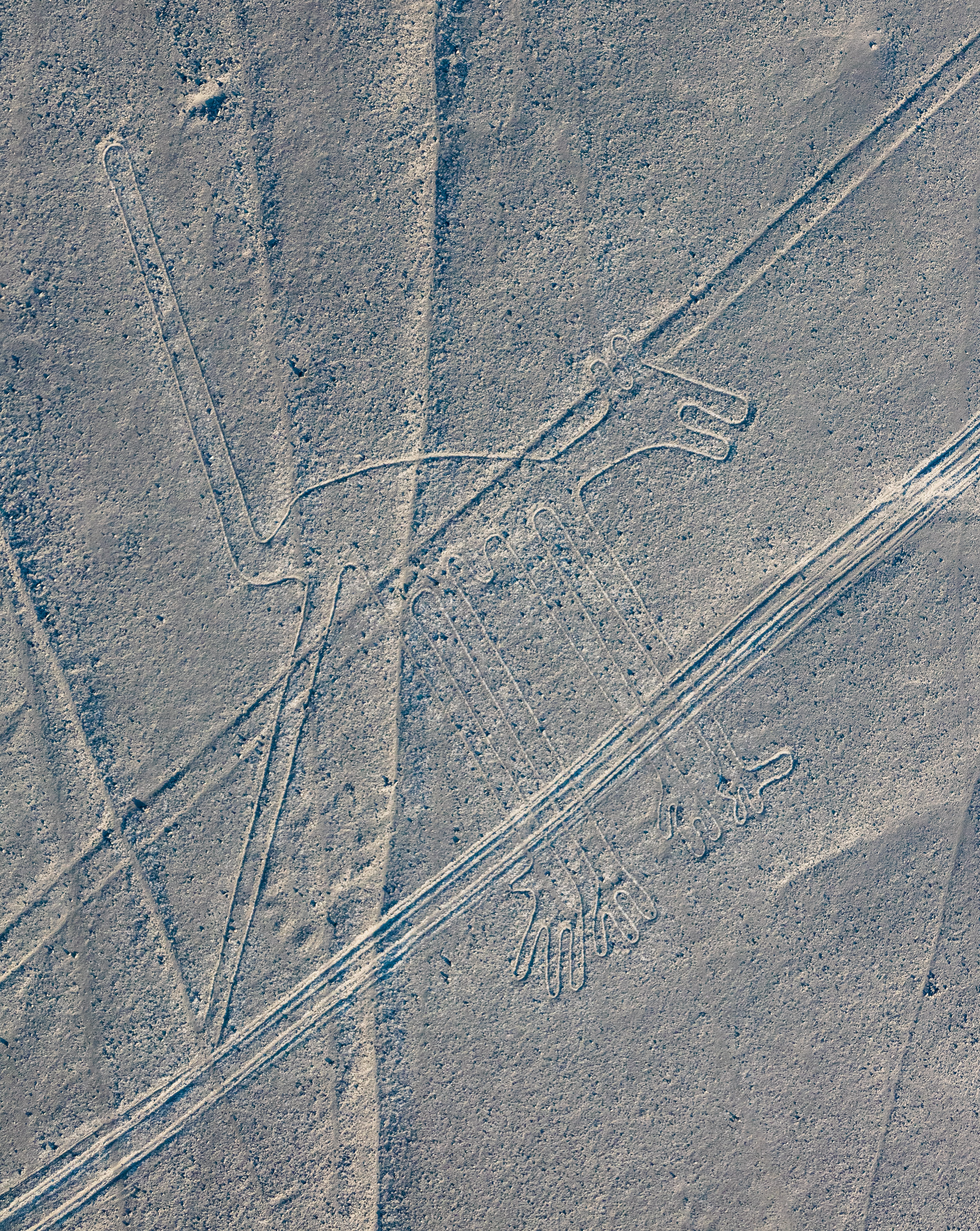
狗
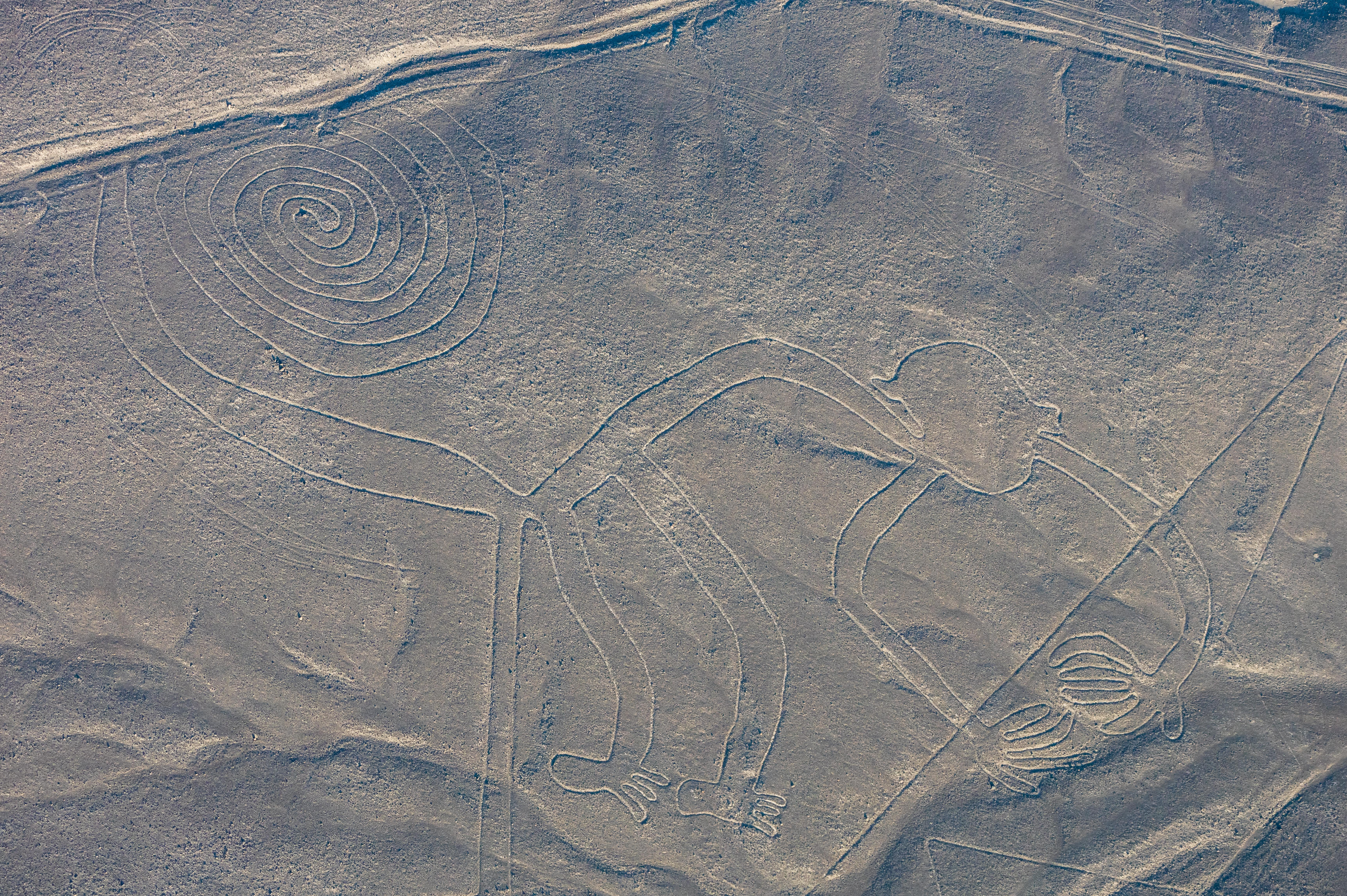
猴子
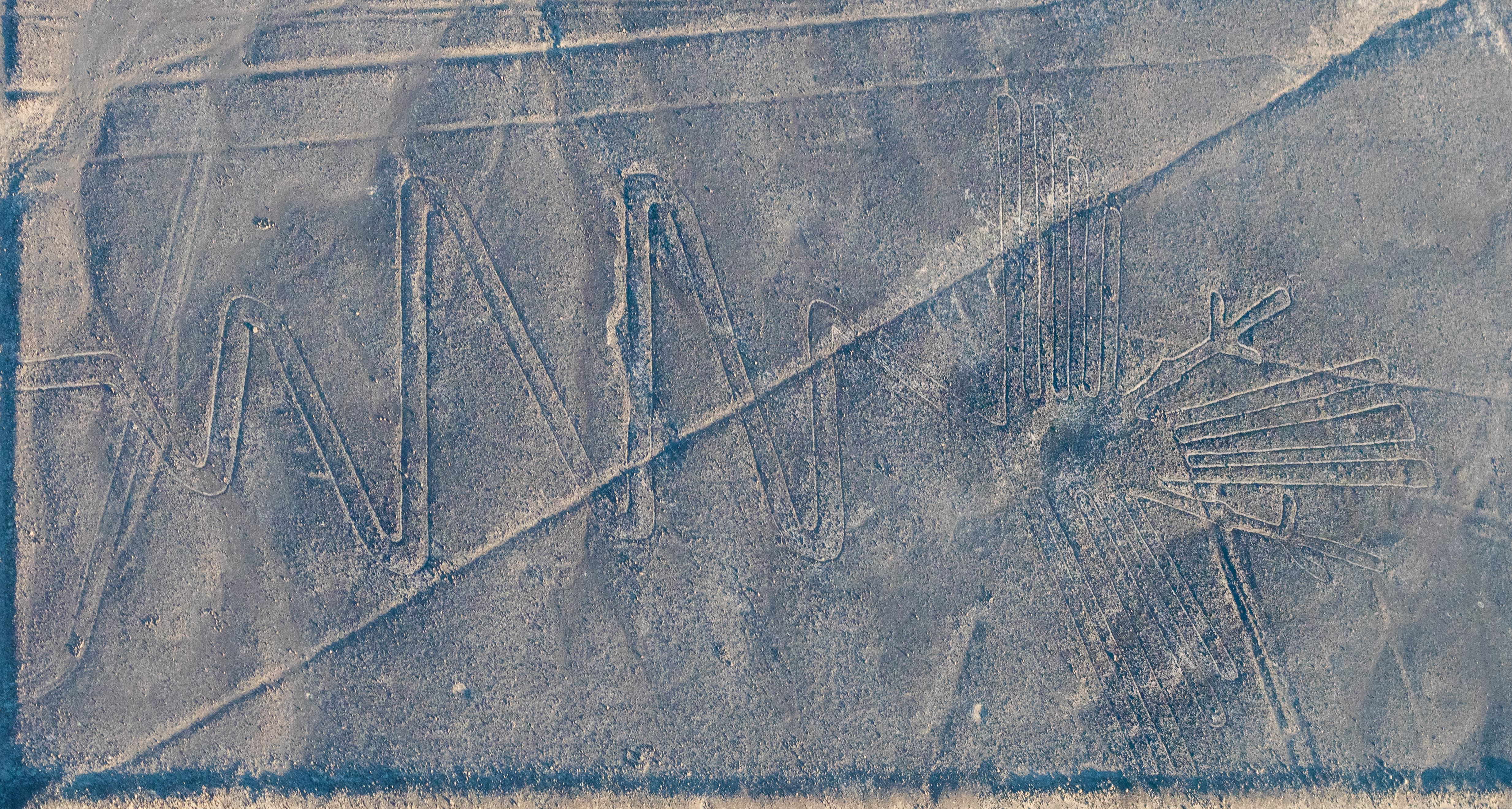
蒼鷺
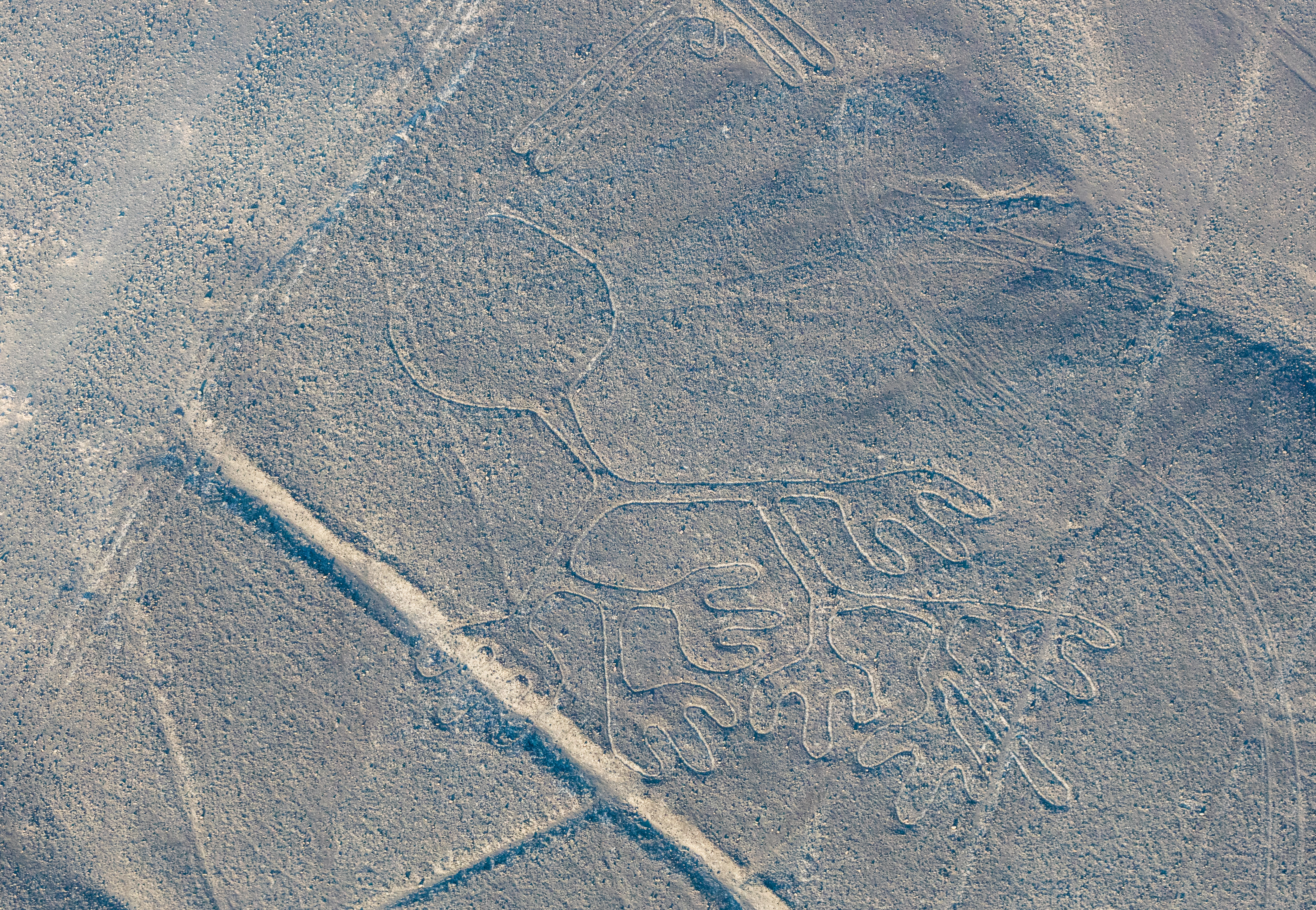
植物形態字形
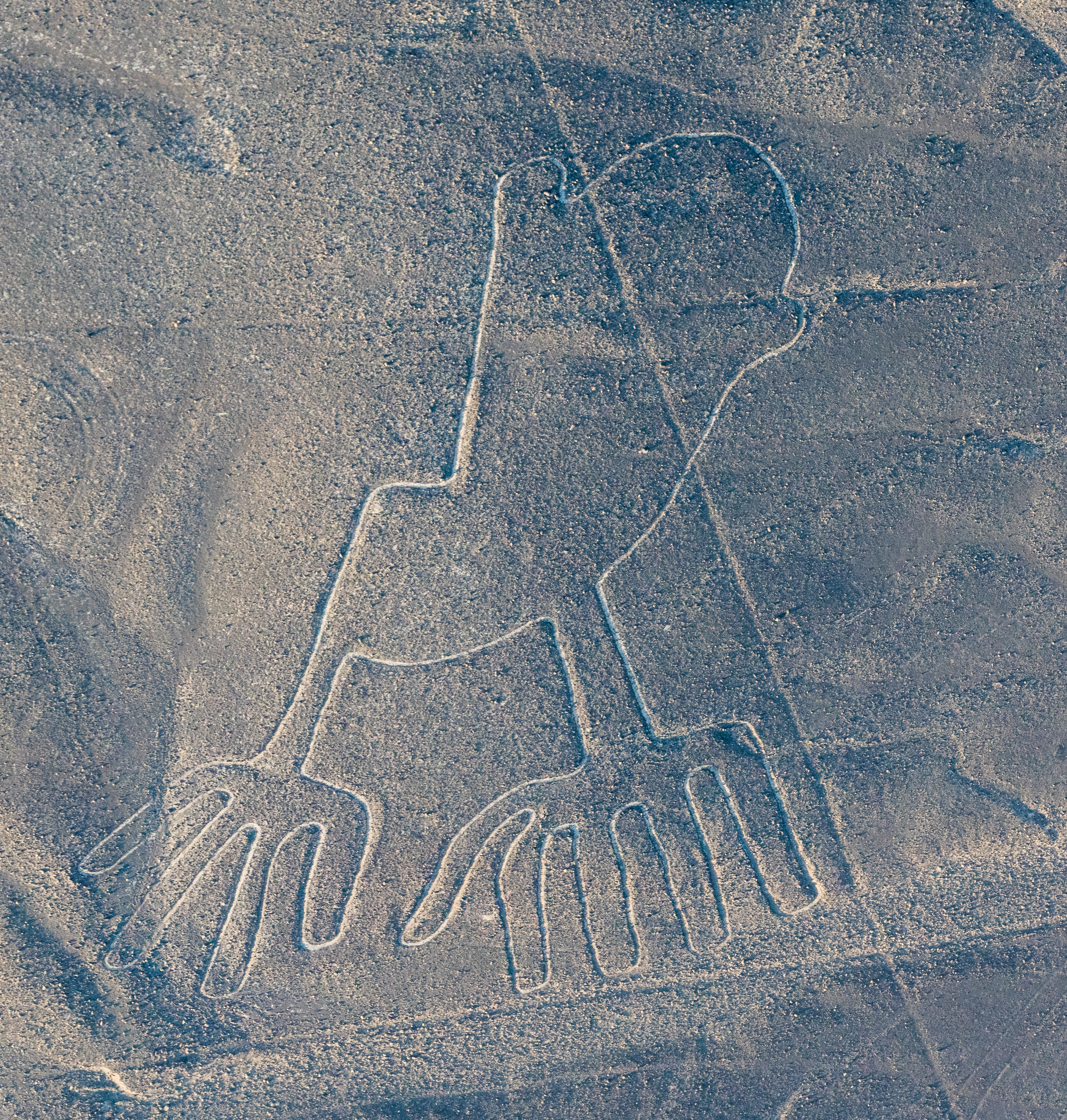
手
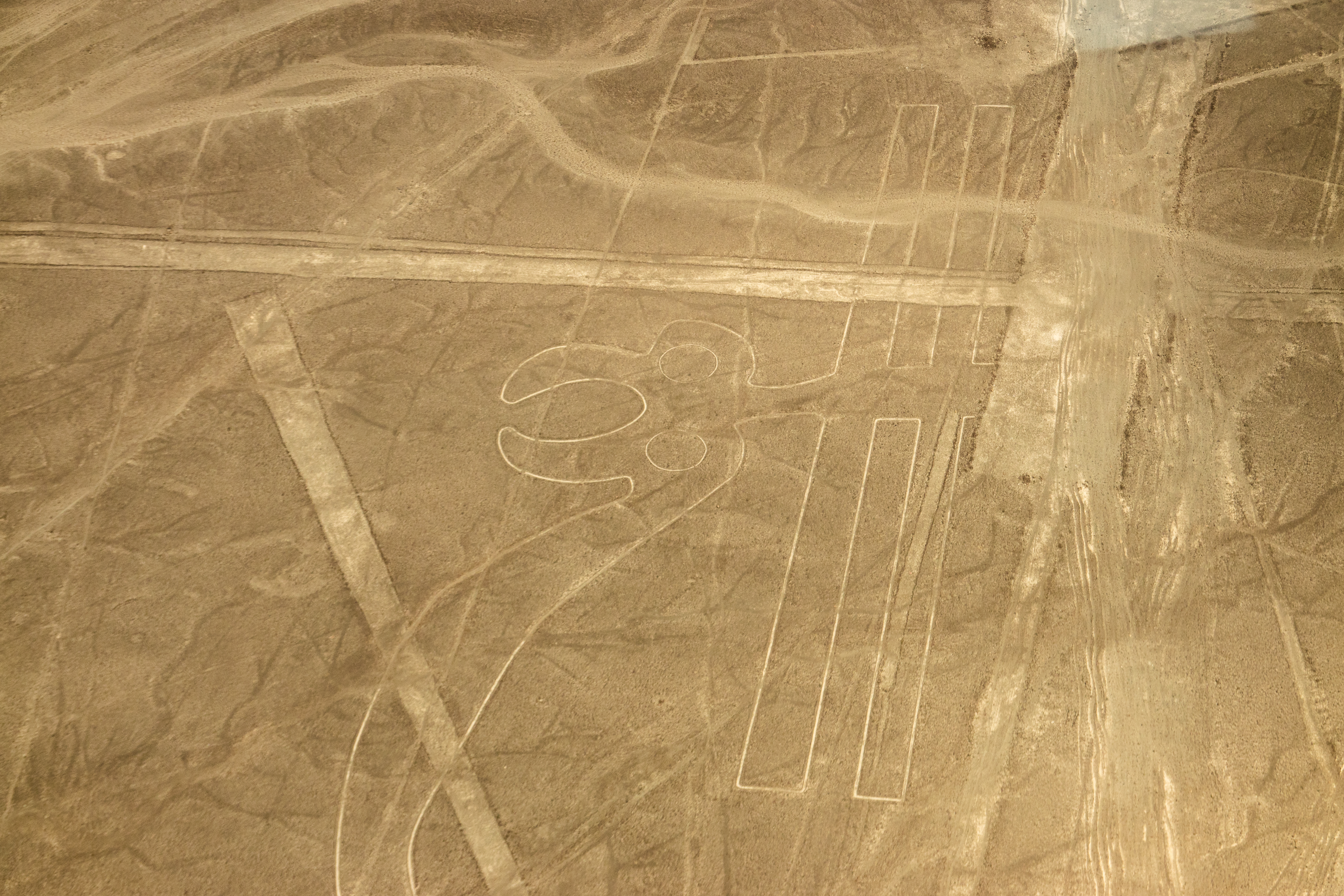
鸚鵡
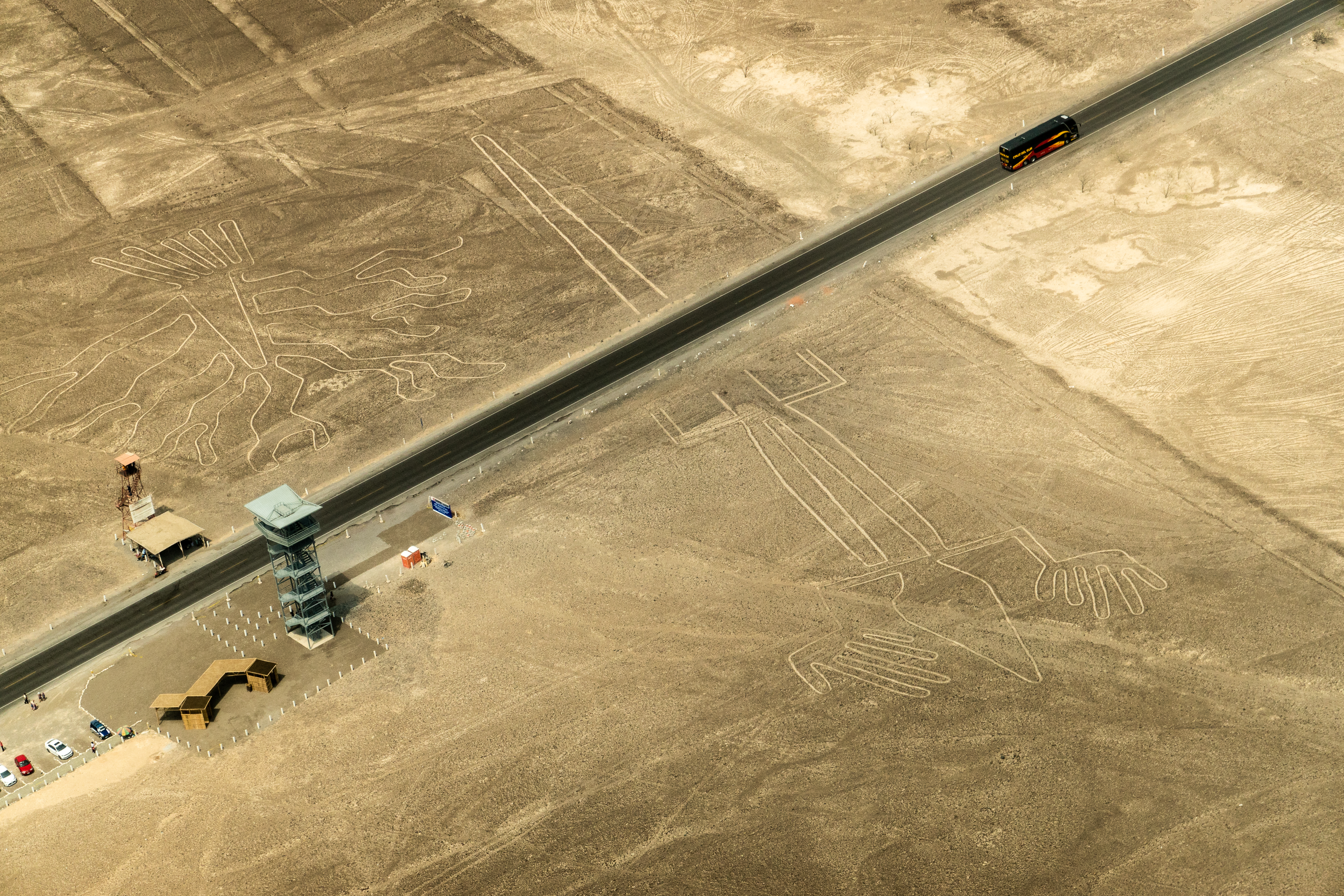
蜥蜴
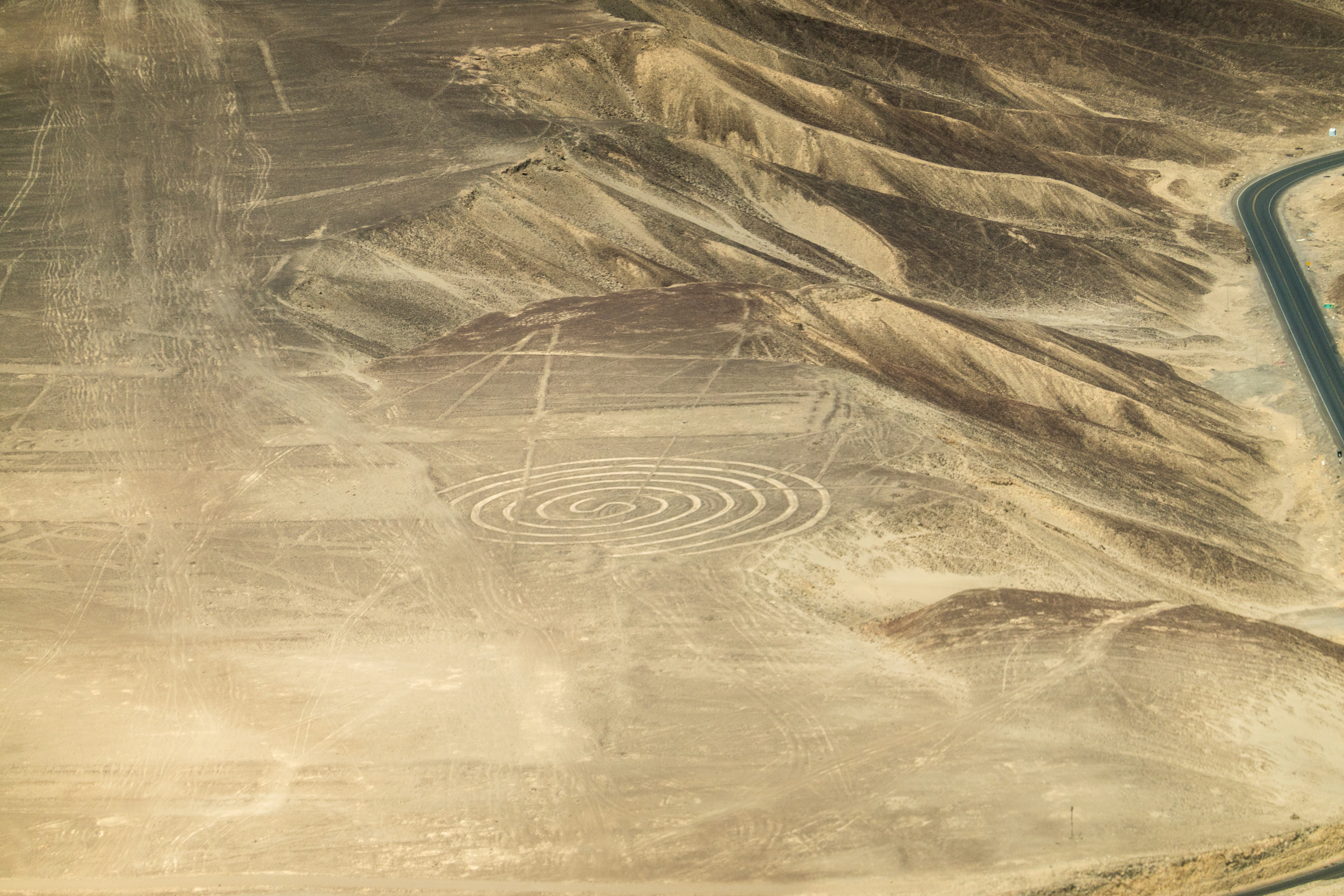
螺旋
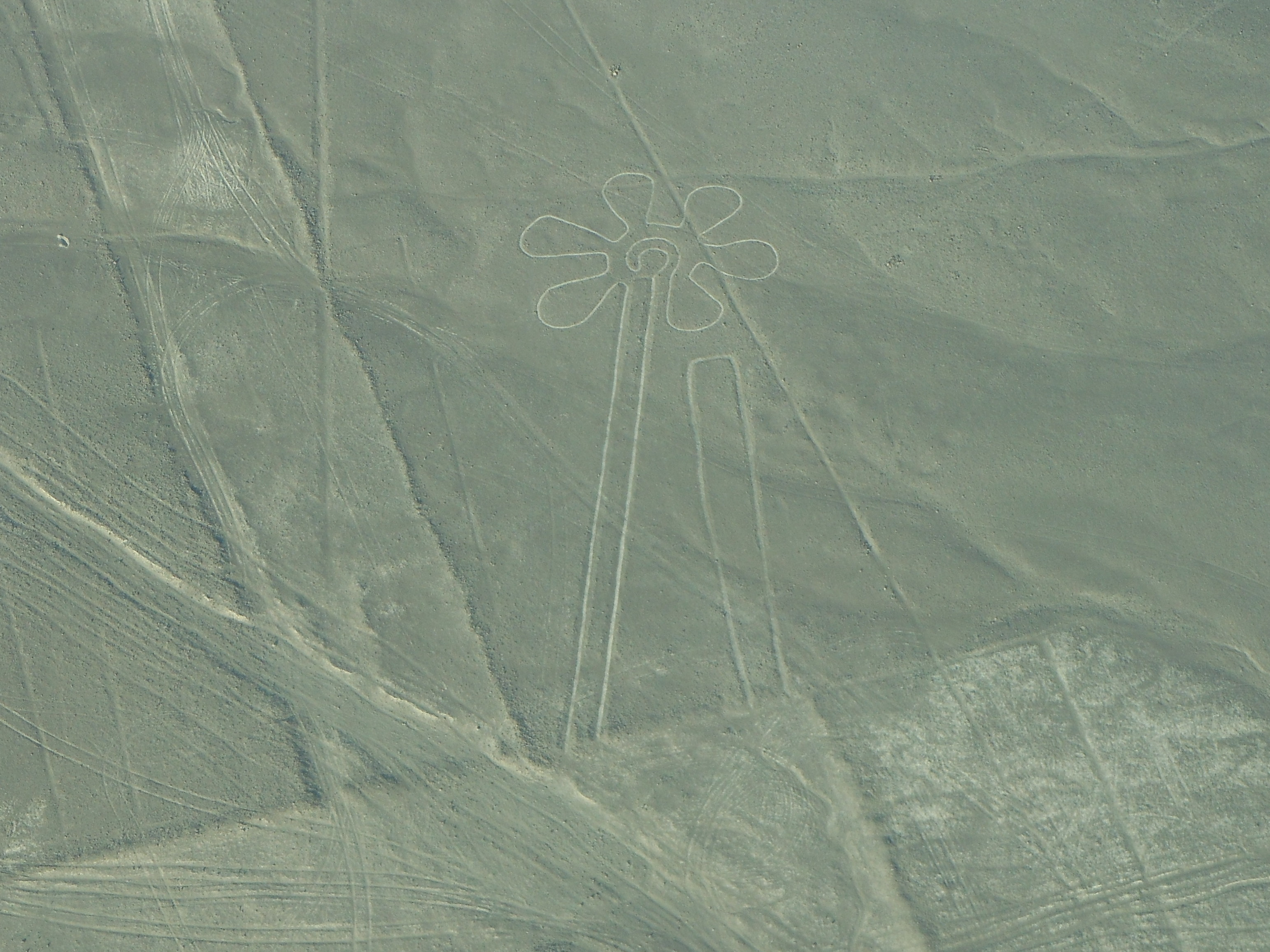
花

## 影響
香港填詞人黃偉文以納斯卡線作為主題，為女歌手JW王灝兒歌曲〈納斯卡線〉填詞，講述暗戀故事。

## 拓展阅读
- Johnson, Emma. 2007. The 'Mysterious' Nazca Lines （页面存档备份，存于）. PARA Web Bibliography B-01.
- Hall, Stephen S. 2010，沙地之靈，國家地理雜誌（中文版）111：22-43。